# 七足壁蟹
七族壁蟹，是台灣民間傳說中的一種妖蟲，會在人睡覺時害人，「壁蟹」則是旯犽的俗稱。

## 傳說
台灣民間認為，天生七隻腳的壁蟹是一種壞鬼，只要牠爬過睡覺的人身上，就會因為牠等同於踩著七星步在身上畫符而造成鬼壓床，還會在人的耳邊發出奇怪的聲音。

## 民俗
據說在床頭櫃放一杯水，可以解決七足壁蟹的問題。

## 案例
據說在過去有個世家子弟，睡覺時經常被鬼壓床，有一天晚上睡覺時，甚至還在耳邊聽到相當接近的喘息聲跟敲擊聲。他當場起身並點蠟燭查看，在床頭發現一隻七足壁蟹正敲著腳，嘴裡還發出詭異的喘息聲，一被看到就跑走了。